# And Now for Something Completely Different
And Now for Something Completely Different — кавер-альбом шведського панк-рок гурту No Fun at All, що вийшов 1 червня 1997 року. Альбом вийшов у Швеції на компакт-дисках Sidekicks Records, дочірньої компанії Burning Heart Records.

## Список пісень
1. «Welcome to the Working Week» (Elvis Costello)
2. «Throw It In» (Hard-Ons)
3. «Shot By Both Sides» (Magazine)
4. «Where Eagles Dare» (The Misfits)

## Персонал
- Мікаель Даніельссон (Mikael Danielsson) — гітара
- Інгемар Янссон (Sngemar Jansson) — вокал, акустична гітара (трек 4)
- Крістер Йоханссон (Krister Johansson) — гітара
- Lasse Lindén — продюсер, змішування
- No Fun at All — змішування
- К'єлл Рамстедт (Kjell Ramstedt) — ударні
- Frank Rönningen — бек-вокал (трек 1), клавіші (трек 1)
- Генрік Санвіссон (Henrik Sunvisson) — бас-гітара, фото
- Peter Tägtgren — продюсер, змішування